# Anoncholaimus mobilis
Anoncholaimus mobilis är en rundmaskart som beskrevs av Nathan Augustus Cobb 1920. Anoncholaimus mobilis ingår i släktet Anoncholaimus och familjen Oncholaimidae. Inga underarter finns listade i Catalogue of Life.